# Palais de justice de Bucarest
Le palais de justice de Bucarest est un monument qui a été construit entre 1890 et 1895 sur les plans des architectes français Albert Ballu et roumain Ion Mincu. Il est situé sur les rives de la rivière Dambovita dans le centre-ville de Bucarest.
Le corps central de l'édifice a un style Renaissance française.
Des statues sont disposées autour de l'entrée principale. Elles représentent le droit, la justice, la vérité, la force et la prudence.
Des tremblements de terre répétés, et une assise fragilisée par un sous-sol trop meuble, ont rendu le bâtiment instable et fissuré, nécessitant le renforcement répété de la construction.
En 2002, le bureau d'études de Jean-Luc Sandoz réalise l’expertise de l’ensemble des structures bois et charpentes.
Les derniers grands travaux de consolidation ont été achevés en septembre 2006.